# 2022年冬季奥林匹克运动会高山滑雪比赛
2022年冬季奧林匹克運動會高山滑雪比賽，是2022年冬季奧林匹克運動會的其中一個比賽大項，在中華人民共和國北京延慶區國家高山滑雪中心舉行，比賽原定於2022年2月6日至19日舉行，後因天氣緣故，開賽日期和結束日期各推遲一天。此次比賽共設11個小項，包括5個男子小項、5個女子小項和1個混合小項。

## 参赛资格
国际滑雪联合会原计划在该大项上分配共306个参赛名额（男女各153个），后来因部分奥运积分赛级别偏低，国际滑雪联合会决定在计划配额基础上额外分配4个男子名额。每个国家/地区奥委会最多共可派出11名男选手和11名女选手参加该大项，并最多可在一个个人小项上派出四名选手参赛。入选代表团名单的运动员必须符合奥林匹克宪章和国际滑雪联合会的相关规定。

### 个人名额
运动员欲达标，必须在2019年7月1日至2022年1月16日进行的至少一场国际滑雪联合会认可赛事中达到对应单项的积分标准。不同单项的积分标准不同，其中滑降和超大曲道的积分标准是80分以下；全能的标准是总分不超过160分，滑降部分不超过80分；大曲道和曲道则是不超过160分。如果一个国家/地区奥委会在某一性别上至少有一名运动员达标，则该国家/地区奥委会可保底获得对应性别的一个基础名额。
主办国中国可自动获得两个男子和两个女子名额，只要该国在对应性别上有足够数量的选手达标。
如果一个国家/地区奥委会在某一性别上有一人在任意单项上进入奥运积分榜前30名，则该国家/地区奥委会在该性别上会额外获得一个名额。如果一个国家/地区奥委会在某一性别有至少两人在任意单项奥运积分榜进入前30名，或至少有一人在至少两个单项上进入前30名，则该国家/地区奥委会在该性别上会额外获得两个名额。
剩余的配额依据奥运配额名单（国际滑雪联合会总奥运积分排名前500名）来分配，直到对应性别达到总配额上限为止。

### 混合团体名额
参加混合团体项目的运动员必须同时获得个人项目的参赛资格。国际滑雪联合会依据世界杯系列赛国家排名来分配该小项的参赛名额。主办国中国只要拥有足够数量的达标选手（两名男选手和两名女选手）便可直接获得该小项资格。其余国家/地区奥委会必须在国家排名中位列前十五名（如果主办国中国已进入前十六名，则第十六名也可获得资格），同时必须确保至少获得两个男子和两个女子名额。任何空出的混合团体名额将依据国家排名重新分配。

## 赛程
以下是高山滑雪项目的具体赛程安排：
| 日期    | 时间        | 项目         |
| ------- | ----------- | ------------ |
| 2月7日  | 09:30 14:45 | 女子大曲道   |
| 2月7日  | 12:00       | 男子滑降     |
| 2月8日  | 11:00       | 男子超大曲道 |
| 2月9日  | 10:15 13:45 | 女子曲道     |
| 2月10日 | 10:30 14:15 | 男子全能     |
| 2月11日 | 11:00       | 女子超大曲道 |
| 2月13日 | 10:15 15:00 | 男子大曲道   |
| 2月15日 | 11:30       | 女子滑降     |
| 2月16日 | 10:15 13:45 | 男子曲道     |
| 2月17日 | 10:30 14:00 | 女子全能     |
| 2月20日 | 09:00       | 混合团体     |

## 獎牌榜
| 排名                 | 代表团               | 金牌 | 銀牌 | 銅牌 | 总计 |
| -------------------- | -------------------- | ---- | ---- | ---- | ---- |
| 1                    | 瑞士（SUI）          | 5    | 1    | 3    | 9    |
| 2                    | 奥地利（AUT）        | 3    | 3    | 1    | 7    |
| 3                    | 法国（FRA）          | 1    | 1    | 1    | 3    |
| 4                    | 斯洛伐克（SVK）      | 1    | 0    | 0    | 1    |
| 4                    | 瑞典（SWE）          | 1    | 0    | 0    | 1    |
| 6                    | 意大利（ITA）        | 0    | 2    | 2    | 4    |
| 7                    | 挪威（NOR）          | 0    | 1    | 3    | 4    |
| 8                    | 德国（GER）          | 0    | 1    | 0    | 1    |
| 8                    | 斯洛文尼亚（SLO）    | 0    | 1    | 0    | 1    |
| 8                    | 美国（USA）          | 0    | 1    | 0    | 1    |
| 11                   | 加拿大（CAN）        | 0    | 0    | 1    | 1    |
| 总计（共11个代表团） | 总计（共11个代表团） | 11   | 11   | 11   | 33   |

## 獎牌得主

### 男子
| 項目              | 金牌                                | 金牌    | 银牌                                 | 银牌    | 铜牌                                   | 铜牌    |
| 滑降 （詳細）     | 贝亚特·福伊茨 · 瑞士（SUI）         | 1:42.69 | 若昂·克拉雷 · 法国（FRA）            | 1:42:79 | 馬蒂亞斯·梅爾 · 奥地利（AUT）          | 1:42.85 |
| 超大曲道 （詳細） | 馬蒂亞斯·梅爾 · 奥地利（AUT）       | 1:19.94 | 瑞安·科克伦-西格尔 · 美国（USA）     | 1:19.98 | 亞歷山大·奧莫特·基爾德 · 挪威（NOR）   | 1:20.36 |
| 大曲道 （詳細）   | 马尔科·奥德马特 · 瑞士（SUI）       | 2:09.35 | 让·克拉涅茨 · 斯洛文尼亚（SLO）      | 2:09.54 | 马蒂厄·费弗尔 · 法国（FRA）            | 2:10.69 |
| 曲道 （詳細）     | 克莱芒·诺埃尔 · 法国（FRA）         | 1:44.09 | 约翰内斯·施特罗尔茨 · 奥地利（AUT）  | 1:44.70 | 塞巴斯蒂安·福斯-索勒沃格 · 挪威（NOR） | 1:44.79 |
| 全能 （詳細）     | 约翰内斯·施特罗尔茨 · 奥地利（AUT） | 2:31.43 | 亞歷山大·奧莫特·基爾德 · 挪威（NOR） | 2:32.02 | 詹姆斯·克劳福德 · 加拿大（CAN）        | 2:32.11 |

### 女子
| 項目              | 金牌                              | 金牌    | 银牌                                | 银牌    | 铜牌                                | 铜牌    |
| 滑降 （詳細）     | 科琳娜·祖特尔 · 瑞士（SUI）       | 1:31.87 | 索菲娅·戈贾 · 意大利（ITA）         | 1:32.03 | 娜迪婭·德拉戈 · 意大利（ITA）       | 1:32.44 |
| 超大曲道 （詳細） | 拉拉·古特-贝赫拉米 · 瑞士（SUI）  | 1:13.51 | 米麗婭姆·普赫納 · 奥地利（AUT）     | 1:13.73 | 米歇尔·吉辛 · 瑞士（SUI）           | 1:13.81 |
| 大曲道 （詳細）   | 莎拉·赫克托 · 瑞典（SWE）         | 1:55.69 | 费代丽卡·布里尼奥内 · 意大利（ITA） | 1:55.97 | 拉拉·古特-贝赫拉米 · 瑞士（SUI）    | 1:56.41 |
| 曲道 （詳細）     | 彼得拉·弗尔霍娃 · 斯洛伐克（SVK） | 1:44.98 | 卡塔琳娜·林斯贝格尔 · 奥地利（AUT） | 1:45.06 | 温迪·霍尔德纳 · 瑞士（SUI）         | 1:45.10 |
| 全能 （詳細）     | 米歇尔·吉辛 · 瑞士（SUI）         | 2:25.67 | 温迪·霍尔德纳 · 瑞士（SUI）         | 2:26.72 | 费代丽卡·布里尼奥内 · 意大利（ITA） | 2:27.52 |

### 團體
| 項目              | 金牌 | 银牌                                                                                          | 铜牌 |
| 混合團體 （詳細） | 奥地利（AUT） · 卡塔琳娜·特鲁佩 · 斯特凡·布伦施泰纳 · 卡塔琳娜·林斯贝格尔 · 约翰内斯·施特罗尔茨 · 卡塔琳娜·胡贝尔 · 米夏埃尔·马特 | 德国（GER） · 莱娜·迪尔 · 尤利安·劳赫富斯 · 埃玛·艾歇尔 · 亚历山大·施密德 · 利努斯·施特拉塞尔 | 挪威（NOR） · 玛丽亚·特蕾丝·特维贝格 · 法比安·维尔肯斯·索尔海姆 · 泰娅·路易丝·斯特耶内松 · 蒂蒙·海于甘 · 米娜·菲尔斯特·霍尔特曼 · 拉斯穆斯·温丁斯塔 |